# Wilson Marentes
Wilson Alexander Marentes Torres (Facatativá, 8 augustus 1985) is een Colombiaans wielrenner die sinds 2012 uitkomt voor Colombia-Coldeportes. Als junior was Marentes ook actief op de baan en haalde het podium op onder meer het Colombiaanse kampioenschap scratch, achtervolging en de puntenkoers.
In 2007 werd hij Colombiaans kampioen tijdrijden bij de beloften, voor onder meer Sergio Henao.

## Belangrijkste overwinningen
2006
4e en 5e etappe Ronde van Guatemala
2007
 Colombiaans kampioen tijdrijden, Beloften
2008
12e etappe Ronde van Colombia
2011
 Colombiaans kampioenschap tijdrijden, Elite
2014
6e etappe (deel b) Vuelta a la Independencia Nacional

## Grote rondes
| Jaar | Ronde van Italië | Ronde van Frankrijk | Ronde van Spanje |
| ---- | ---------------- | ------------------- | ---------------- |
| 2013 | 162e             |                     |                  |